# Latta (Karolina Południowa)
Latta – miasto w Stanach Zjednoczonych, w stanie Karolina Południowa, w hrabstwie Dillon.